# حبس اللجوء لكريستوفر سمارت

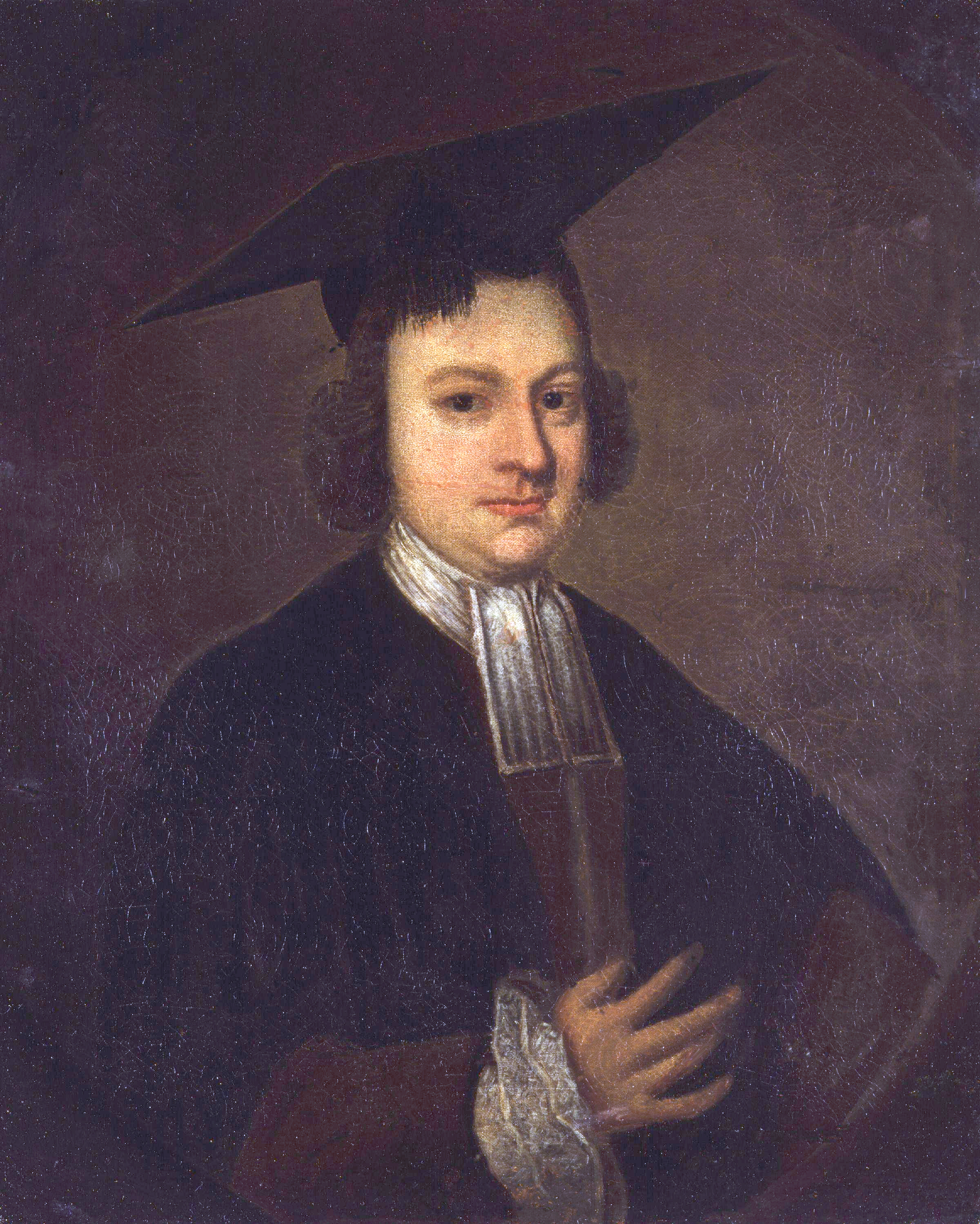
كريستوفر سمارت

كان الشاعر الإنجليزي كريستوفر سمارت (1722-1771) محصوراً في المصحات العقلية من مايو 1757 حتى يناير 1763. تم قبول سمارت في مستشفى سانت لوك للمجانين ، أبر مورفيلدز ، لندن ، في 6 مايو 1757. تم نقله إلى هناك من قبل والد زوجته ، جون نيوبري ، على الرغم من أنه ربما كان محتجزًا في منزل خاص بالجنون قبل ذلك الحين. أثناء وجوده في القديس لوك كتب Jubilate Agno و A Song لدايفد، واعتبرت القصائد من أعظم أعماله. على الرغم من أن العديد من معاصريه اتفقوا على أن سمارت كان "مجنونًا" ، إلا أن روايات حالته وتداعياتها تباينت ، وشعر البعض أنه ارتكب بشكل غير عادل.
تم تشخيص سمارت على أنه "غير قابل للشفاء" أثناء وجوده في سانت لوك ، وعندما نفد امال المخصص لرعايته ، تم نقله إلى ملجأ السيد بوتر ، بيثنال جرين. كل ما عرف عن سنوات حبسه أنه كتب الشعر. دفعته عزلة سمارت إلى التخلي عن الأنواع الشعرية للقرن الثامن عشر التي ميزت أعماله السابقة وكتابة الشعر الديني مثل Jubilate Agno ("افرحوا في الحمل"). يكشف شعر اللجوء الخاص به عن الرغبة في "الوحي غير الوسيط" ، ومن الممكن أن يكون التقييم الذاتي الموجود في شعره يمثل تعبيراً عن المسيحية الإنجيلية .